# بالگردگاه پلینگ
بالگردگاه پلینگ (به انگلیسی: Pelling) یک فرودگاه است . این فرودگاه در کشور هند قرار دارد .